# Florulae Insularum Australium Prodromus
Florulae Insularum Australium Prodromus (abreviado Fl. Ins. Austr.) es un libro ilustrado con descripciones botánicas que fue editado el naturalista, etnólogo, escritor viajero, periodista y revolucionario alemán Johann Georg Adam Forster. Fue publicado en el año 1786. 